# Canton de Metz-Campagne
Le canton de Metz-Campagne est un ancien canton français situé dans le département de la Moselle.

## Histoire
Le canton de Metz-Campagne est créé en 1919 (loi du 17 octobre 1919). La France, recouvrant le département de la Moselle, a conservé l'intégralité des arrondissements et cantons créés par l'ordonnance impériale du 6 mars 1873.
Il est supprimé par le décret du 8 août 1967 le scindant en trois cantons (Montigny-lès-Metz, Rombas et Woippy).

## Composition
Le canton de Metz-Campagne était composé de trente-cinq communes :
- Rombas,
- Amanvillers,
- Amnéville,
- Bronvaux,
- Fèves,
- Malancourt-la-Montagne,
- Marange-Silvange,
- Montois-la-Montagne,
- Norroy-le-Veneur,
- Pierrevillers,
- Plesnois,
- Roncourt,
- Sainte-Marie-aux-Chênes,
- Saint-Privat-la-Montagne,
- Saulny,
- Woippy,
- Le Ban-Saint-Martin,
- Hagondange,
- Hauconcourt,
- La Maxe,
- Longeville-lès-Metz,
- Lorry-lès-Metz,
- Maizières-lès-Metz,
- Moulins-lès-Metz,
- Plappeville,
- Scy-Chazelles,
- Semécourt,
- Talange,
- Montigny-lès-Metz,
- Augny,
- Chieulles,
- Mey,
- Saint-Julien-lès-Metz,
- Vantoux,
- Vany.

## Représentation

### Conseillers généraux de 1919 à 1967
| Période | Période | Identité                       | Étiquette               | Qualité                                                                              |
| ------- | ------- | ------------------------------ | ----------------------- | ------------------------------------------------------------------------------------ |
| 1919    | 1937    | Jules Bertrand                 | URD                     | Propriétaire Maire de Marange-Silvange                                               |
| 1937    | 1940    | Eugène Anstett (1906-1991)     | PC-SFIC (exclu en 1939) | Ouvrier métallurgiste à Knutange Secrétaire du PC-SFIC à Hagondange                  |
|         |         |                                |                         |                                                                                      |
| 1945    | 1949    | Adrien Scholer                 | PCF puis DVG            | Ouvrier métallurgiste à Metz                                                         |
| 1949    | 1967    | Gustave Barthélemy (1894-1983) | RPF puis ARS puis DVD   | Ingénieur Maire de Maizières-lès-Metz (1945-1965) Suppléant du député Raymond Mondon |

### Conseillers d'arrondissement (de 1919 à 1940)
Le canton de Metz-Campagne avait trois, puis deux conseillers d'arrondissement (à partir de 1928).
| Période                                  | Période | Identité                   | Étiquette | Qualité |
| ---------------------------------------- | ------- | -------------------------- | --------- | --- |
| 1919                                     | 1940    | François Houlé             |           | Propriétaire à Longeville-lès-Metz                                                                          |
| 1919                                     | 1940    | Louis Jacquard (1899-1963) |           | Propriétaire cultivateur, maire de Borny (quartier de Metz)                                                 |
| 1919                                     | 1928    | Michel Bastien             |           | Propriétaire à Bellevue-Woippy                                                                              |
| 1940                                     |         |                            |           | Les conseils d'arrondissement ont été suspendus par la loi du 12 octobre 1940 et n'ont jamais été réactivés |
| Les données manquantes sont à compléter. |         |                            |           | |